# 170022 Douglastucker
170022 Douglastucker este un asteroid din centura principală de asteroizi.

## Descriere
170022 Douglastucker este un asteroid din centura principală de asteroizi. A fost descoperit pe 30 octombrie 2002 la Apache Point Observatory în cadrul programului Sloan Digital Sky Survey. Asteroidul prezintă o orbită caracterizată de o semiaxă mare de 2,85 ua, o excentricitate de 0,02 și o înclinație de 3,0° în raport cu ecliptica.